# Governo Stubb
Il Governo Stubb (24 giugno 2014 - 29 maggio 2015) è stato il 73º governo della Finlandia, formatosi dopo le dimissioni dell'ex Primo ministro Jyrki Katainen, chiamato a ricoprire un ruolo importante nell'Unione europea. Il 23 giugno 2014 il Parlamento confermò l'elezione di Stubb come Primo Ministro e il Presidente della Repubblica Sauli Niinistö inaugurò il governo il giorno seguente.
Guidato dal Primo ministro Alexander Stubb (Kok.), 12 ministeri su 17 sono guidati dal Partito di Coalizione Nazionale e dal Partito Socialdemocratico Finlandese (SDP), mentre il Partito Popolare Svedese di Finlandia (RKP) e i Democratici Cristiani Finlandesi (KD) gestiscono i rimanenti ministeri. Fino al 18 settembre 2014 anche la Lega Verde (Vihr.) faceva parte della squadra di governo, dato che il partito ha deciso di abbandonare il governo e i ministeri, dopo la votazione favorevole del governo sull'apertura della nuova stazione nucleare presso Pyhäjoki da parte di Fennovoima in collaborazione con l'azienda russa Rosatom.

## Situazione parlamentare
| Camera    | Collocazione | Partiti                                                 | Seggi     |
| --------- | ------------ | ------------------------------------------------------- | --------- |
| Eduskunta | Maggioranza  | KOK (44),SDP (42),VAS (14),VIHR (10),SFP/RKP (9),KD (6) | 126 / 200 |
| Eduskunta | Opposizione  | PS (39),KESK (35)                                       | 74 / 200  |

## Ministeri
Il Kok. ha sei ministeri e altrettanti ne ha l'SDP, la Lega Verde e il RKP hanno due ministeri ciascuno mentre i Cristiano-Democratici ne hanno uno solo.
| Ministero                                     | Ufficio                                                       | Ministro             | Partito                               | Data di inizio                   |
| --------------------------------------------- | ------------------------------------------------------------- | -------------------- | ------------------------------------- | -------------------------------- |
| Primo ministro                                | Primo ministro                                                | Alexander Stubb      | Partito di Coalizione Nazionale       | 24 giugno 2014                   |
| Ministero delle finanze                       | Ministero delle Finanze e Vice Primo Ministro                 | Antti Rinne          | Partito Socialdemocratico Finlandese  | 24 giugno 2014                   |
| Ministero delle finanze                       | Ministero della Pubblica Amministrazione e dei Governi Locali | Paula Risikko        | Partito di Coalizione Nazionale       | 24 giugno 2014                   |
| Ministero degli affari esteri                 | Ministero degli Esteri                                        | Erkki Tuomioja       | Partito Socialdemocratico Finlandese  | 24 giugno 2014                   |
| Ministero degli affari esteri                 | Ministero degli Affari Europei                                | Lenita Toivakka      | Partito di Coalizione Nazionale       | 24 giugno 2014                   |
| Ministero degli affari esteri                 | Ministero dello Sviluppo Internazionale                       | Pekka Haavisto       | Lega Verde                            | 24 giugno 2014-26 settembre 2014 |
| Ministero degli affari esteri                 | Ministero dello Sviluppo Internazionale                       | Sirpa Paatero        | Partito Socialdemocratico Finlandese  | 26 settembre 2014                |
| Ministero della giustizia                     | Ministero della Giustizia                                     | Anna-Maja Henriksson | Partito Popolare Svedese di Finlandia | 24 giugno 2014                   |
| Ministero degli Interni                       | Ministero degli Interni                                       | Päivi Räsänen        | Democratici Cristiani Finlandesi      | 24 giugno 2014                   |
| Ministero della Difesa                        | Ministero della Difesa                                        | Carl Haglund         | Partito Popolare Svedese di Finlandia | 24 giugno 2014                   |
| Ministero dell'Educazione e della Cultura     | Ministero dell'Educazione                                     | Krista Kiuru         | Partito Socialdemocratico Finlandese  | 24 maggio 2013                   |
| Ministero dell'Educazione e della Cultura     | Ministero della Cultura e della Casa                          | Pia Viitanen         | Partito Socialdemocratico Finlandese  | 24 giugno 2014                   |
| Ministero dell'Agricoltura e della Foresta    | Ministero dell'Agricoltura e della Foresta                    | Petteri Orpo         | Partito di Coalizione Nazionale       | 24 giugno 2014                   |
| Ministero del Lavoro e dell'Economia          | Ministero dell'Impresa                                        | Jan Vapaavuori       | Partito di Coalizione Nazionale       | 24 giugno 2014                   |
| Ministero del Lavoro e dell'Economia          | Ministero del Lavoro                                          | Lauri Ihalainen      | Partito Socialdemocratico Finlandese  | 24 giugno 2014                   |
| Ministero degli Affari Sociali e della Salute | Ministero degli Affari Sociali e della Salute                 | Laura Räty           | Partito di Coalizione Nazionale       | 24 giugno 2014                   |
| Ministero degli Affari Sociali e della Salute | Ministero della Salute e dei Servizi Sociali                  | Susanna Huovinen     | Partito Socialdemocratico Finlandese  | 24 maggio 2013                   |
| Ministero dell'Ambiente                       | Ministero dell'Ambiente                                       | Ville Niinistö       | Lega Verde                            | 24 giugno 2014-26 settembre 2014 |
| Ministero dell'Ambiente                       | Ministero dell'Ambiente                                       | Sanni Grahn-Laasonen | Partito di Coalizione Nazionale       | 26 settembre 2014                |